# Seuneubok Teungoh (PR)
Seuneubok Teungoh is een bestuurslaag in het regentschap Aceh Timur van de provincie Atjeh, Indonesië. Seuneubok Teungoh telt 627 inwoners (volkstelling 2010).